# Ivanacara
Ivanacara ist eine aus zwei Arten bestehende Gattung südamerikanischer Buntbarsche. Die Vertreter der Gattung kommen in Flussgebieten innerhalb des südamerikanischen Kontinents, nämlich im mittleren und oberen Einzug des brasilianischen Rio Negro (hier die Art Ivanacara adoketa) und im Mittel- und Oberlauf des Essequibo oberhalb der Tumatumari-Fälle (hier die Art Ivanacara bimaculata) vor. Der Gattungsname setzt sich aus dem russischen Vornamen Iwan (nach Iwan der Schreckliche) und „Acará“, dem Tupí-Guaraní-Ausdruck für Buntbarsche, zusammen und wurde wegen der stark ausgebildeten innerartlichen Aggression vergeben.

## Merkmale
Die beiden Ivanacara-Arten sind sehr kleine Buntbarsche mit bulliger Gestalt und abgerundetem Kopfprofil. Die Männchen werden 8 bis 9 cm lang, die Weibchen bleiben etwa 3 cm kleiner. Die beiden Arten ähneln stark den in den küstennahen Gebieten des nordöstlichen Südamerika verbreiteten Nannacara-Arten, unterscheiden sich aber in zahlreichen Merkmalen des Körperbaus, in grundlegenden Details der Brutpflege und im Zeichnungsmuster der Jungtiere deutlich von Nannacara.

## Arten
- Ivanacara adoketa (Kullander, 1993)
- Ivanacara bimaculata (Eigenmann, 1912)